# جيسون ريتش
جيسون ريتش (بالإنجليزية: Jason Rich) مواليد 5 مايو 1986 في بينساكولا، هو لاعب كرة سلة أمريكي. بدأ مسيرته الاحترافية في سنة 2008. يلعب مع باريس لوفالوا في الدوري الفرنسي لكرة السلة الدرجة الأولى. يحمل الرقم 25.

## المسيرة الاحترافية
لعب مع بالاكانسترو كانتو في الدوري الإيطالي في موسم 2008–2009، ثم لعب مع أوستند في سنة 2011، ثم لعب مع جويرينو فانولي باسكت في الدوري الإيطالي في سنة 2012، ثم لعب مع ينسي كراسنويارسك في الدوري الروسي في موسم 2012–2013، ثم لعب مع جويرينو فانولي باسكت في الدوري الإيطالي في موسم 2013–2014، ثم لعب مع إلان شالون في الدوري الفرنسي في موسم 2014–2015، ثم لعب مع باريس لوفالوا في سنة 2015.

## روابط خارجية
- جيسون ريتش على موقع كرة السلة الأوروبية.كوم (الإنجليزية)
- جيسون ريتش على موقع كلية كرة السلة في سبورتس رفرنس.كوم (الإنجليزية)
- جيسون ريتش على موقع ريلجم (الإنجليزية)
- جيسون ريتش على موقع بروبوليرز (الإنجليزية)
- جيسون ريتش على موقع سبورتس رفرنس (الإنجليزية)